# Kouzelní kmotříčci
Kouzelní kmotříčci (v anglickém originále The Fairly OddParents) je americký animovaný televizní seriál stanice Nickelodeon. V letech 1998–2001 byly v rámci pořadu Oh Yeah! Cartoons vysílány krátké skeče, na které posléze navázal samostatný televizní seriál, jehož úvodní díl měl premiéru 30. března 2001.

## Obsazení

### Hlavní postavy
- Mary Kay Bergman jako Timothy "Timmy" Tiberius Turner (skeče)
- Tara Strong jako Timothy "Timmy" Tiberius Turner, Poof
- Alec Baldwin jako Timothy "Timmy" Tiberius Turner / Future Timmy (dospělý Timmy)
- Daran Norris jako Cosmo Julius Cosma / Cosmo
- Susan Blakeslee jako Wanda Venus Fairywinkle-Cosma / Wanda
- Maddie Taylor jako Sparky
- Kari Wahlgren jako Chloe Carmichael

### Vedlejší postavy
- Daran Norris jako Mr. Turner / Timmy's Dad, Jorgen Von Strangle
- Susanne Blakeslee jako Mrs. Turner (roz. Vladislapov) / Timmy's Mom
- Frankie Muniz jako Chester McBadbat (2001-2003)
- Jason Marsden jako Chester McBadbat (2003-2017)
- Ibrahim Haneef Muhammad jako A.J. (2001-2003)
- Gary Leroi Gray jako A.J. (2003-2017)
- Kevin Michael Richardson jako A.J. (dospělý)
- Amber Hood jako Tootie (skeče)
- Grey DeLisle-Griffin jako Tootie

### Antagonisté
- Carlos Alazraqui jako Denzel Quincy Crocker
- Eric Bauza jako Foop Anti-Cosma-Anti-Fairywinkle / Foop
- Grey DeLisle-Griffin jako Vicky
- Kevin Michael Richardson jako Dark Laser
- Daran Norris jako Anti-Cosmo Anti-Julius Anti-Cosma / Anti-Cosmo

### Další postavy

#### Víly (Fairies)
- S. Scott Bullock / Tom Kenny / Jeff Bennett / Kevin Michael Richardson / Carlos Alazraqui / Grey DeLisle-Griffin jako The Fairy Council / The Supreme Fairy Council / The Ancient Fairy Council / The Fairy Elders

- Dee Bradley Baker jako Binky Abdul
- Carlos Alazraqui jako Juandissimo Magnifico, Billy Crystal Ball, Dr. Poof Everwish, Fairy Reassigner
- Tom Kenny jako Cupid
- Grey DeLisle-Griffin jako The Tooth Fairy
- Daran Norris jako The April Fool, Nana Boom Boom Von Strangle, Papa Cosmo(-Cosma)
- Tara Strong / Susanne Blakeslee jako Blonda Viena Fairywinkle
- Tony Sirico jako Big Daddy Fairywinkle
- Dana Carvey jako Schnozmo Cosma
- Jane Carr jako Mama Cosma

- Jim Ward / Butch Hartman jako Dr. Rip Studwell
- Simon Sparklefield jako Simon Sparklefield
- Mary Hart jako Fairy Hart
- Bob Goen jako Bob Glimmer
- Rob Paulsen jako Fairy Mason
- Tara Strong jako Goldie Goldenglow

#### Další kouzelné postavy (Other magical characters)
- Jackie Mason jako Harvey Sandman / The Sandman

- Robert Costanzo jako The Easter Bunny
- Tom Arnold / Kevin Michael Richardson / Jim Ward / Carlos Alazraqui jako Santa Claus / St. Nicholas
- Laraine Newman jako Mother Nature
- Jeff Bennett jako Father Time

#### Děti
- Dee Bradley Baker jako Elmer, Sanjay, Billy Gates

- Dionne Quan jako Trixie Tang

- Grey DeLisle-Griffin jako Veronica, Chad, Molly
- Tara Strong jako Tad, Tommy and Tammy Turner
- Charlie Schlatter jako Dwight

#### Superhrdinové
- Jay Leno jako The Crimson Chin / Charles Hampton "Chuck" Indigo
- Adam West jako Catman / Adam West (řady 4-6)
- Jeff Bennett jako Catman / Adam West (řady 9-dosud)
- James Arnold Taylor jako Crash Nebula
- Susanne Blakeslee jako Mighty Mom / Mrs. Turner
- Daran Norris jako Dyno Dad / Mr. Turner
- Grey DeLisle-Griffin jako Golden Locks
- Tara Strong jako Cleft the Boy Chin Wonder / Cleft / Timmy Turner

#### Další padouši
- Jason Marsden jako Imaginary Gary
- Grey DeLisle-Griffin jako Spatula Woman, Thomas "Tom" Sawyer
- Jim Ward jako Short-Fuse
- Susanne Blakeslee jako H2Olga
- Rob Paulsen jako Gilded Arches
- Dee Bradley Baker jako Brass Knuckles
- Carlos Alazraqui jako Super Bike
- Susanne Blakeslee / Carolyn Lawrence jako Mary Alice Doombringer / Ms. Doombringer / Ms. Sunshine

#### Mimozemšťané
- Rob Paulsen jako Mark Chang / The Prince of Yugopotamia / Justin Jake Ashton, King Gripullon Chang / The King of Yugopotamia
- Laraine Newman jako Queen Jipjorrulac Chang / The queen of Yugopotamia
- Carlos Alazraqui jako Jeff
- Butch Hartman jako Erik
- Tara Strong / Grey DeLisle-Griffin / Susanne Blakeslee jako The Gigglepies
- Tara Strong jako Overlord Glee, Trilly The Trust Gigglepie

#### Celebrity
- Chris Kirkpatrick jako Chip Skylark III, Skip Sparkypants
- Jim Ward jako Chet Ubetcha, Doug Dimmadome, Sylvester Calzone
- Dee Bradley Baker jako Brad Cuspidor
- Tara Strong jako Britney Britney
- Kevin Michael Richardson jako Arnold Schwartzengerman, Morgan Freeman / Anti-Fairy Walla
- Vanilla Ice

#### Cameo
- Jay Leno jako The Crimson Chin / Charles Hampton "Chuck" Indigo
- Adam West jako Catman / Adam West (řady 4-6)
- Billy Blanks
- Scott Hamilton
- Dee Bradley Baker jako Stephen Hawking
- James Piercy
- KISS (Gene Simmons a Paul Stanley)
- Patton Oswalt jako Writer of The Crimson Chin (hraný film)

#### Další postavy
- Carlos Alazraqui jako The Mayor of Dimmsdale
- Grey DeLisle-Griffin jako Principal Geraldine Waxelplax, Vicky's Little Brother
- Carlos Alazraqui jako Sheldon Dinkleberg / Mr. Dinkleberg, Mrs. Dolores-Day Crocker, Jonathan Tang / Mr. Tang
- Susan Blakeslee jako Mrs. Dinkleberg
- Frank Welker jako Dinkledog
- Rob Paulsen jako Bucky McBadbat, Mr. Birkenbake, Mr. Ed Leadly
- Jim Ward jako Mr. Bickles, Vicky & Tootie's Dad
- Grey DeLisle-Griffin / Tara Strong jako Nicky / Vicky & Tootie's Mom
- Kevin Michael Richardson jako A.J.'s Dad
- Daisy Carson jako A.J.'s Mom
- Kevin Michael Richardson / Butch Hartman jako The Bouncer
- Brendan Fraser jako Turbo Thunder / Pippy Dinglefitz
- Jason Marsden jako Ricky, Winston Dunsworth
- Dee Bradley Baker jako Dale Dimmadome

## Série
| Série | Série | Epizody | Premiéra v USA  | Premiéra v USA     | Premiéra v ČR  | Premiéra v ČR |
| Série | Série | Epizody | Premiéra série  | Finále série       | Premiéra série | Finále série  |
| ----- | ----- | ------- | --------------- | ------------------ | -------------- | ------------- |
|       | skeče | 10      | 4. září 1998    | 23. března 2001    | bude oznámeno  | bude oznámeno |
|       | 1     | 7       | 30. března 2001 | 12. prosince 2001  | vysíláno       | vysíláno      |
|       | 2     | 15      | 1. března 2002  | 10. ledna 2003     | vysíláno       | vysíláno      |
|       | 3     | 17      | 20. ledna 2003  | 21. listopadu 2003 | vysíláno       | vysíláno      |
|       | 4     | 13      | 16. února 2004  | 17. ledna 2005     | vysíláno       | vysíláno      |
|       | 5     | 22      | 14. února 2005  | 25. listopadu 2006 | vysíláno       | vysíláno      |
|       | 6     | 12      | 18. února 2008  | 12. prosince 2008  | vysíláno       | vysíláno      |
|       | 7     | 18      | 1. května 2009  | 11. července 2011  | vysíláno       | vysíláno      |
|       | 8     | 11      | 12. února 2011  | 5. srpna 2012      | vysíláno       | vysíláno      |
|       | 9     | 26      | 23. března 2013 | 28. března 2015    | vysíláno       | vysíláno      |
|       | 10    | 20      | 15. ledna 2016  | 26. července 2017  | vysíláno       | vysíláno      |